# Shafa Badran
Shafa Badran (en árabe, شفا بدران) es una ciudad en la gobernación de Amán, en Jordania. Tiene una población de 72.315 habitantes (censo de 2015). Forma parte del área metropolitana de Amán. 